# Magnetic Island (Antarktika)
Magnetic Island (aus dem Englischen sinngemäß übersetzt magnetische Insel) ist eine kleine Insel vor der Ingrid-Christensen-Küste des ostantarktischen Prinzessin-Elisabeth-Lands. Sie liegt in der Prydz Bay 400 Meter nordöstlich von Turner Island vor der Breidnes-Halbinsel in den Vestfoldbergen.
Norwegische Kartografen kartierten ihn anhand von Luftaufnahmen, die bei der Lars-Christensen-Expedition 1936/37 entstanden. Besucht wurde die Insel erstmals von Teilnehmern der Australian National Antarctic Research Expeditions unter der Leitung des Polarforschers Phillip Law am 3. März 1954. Ihren Namen erhielt sie, nachdem magnetische Messungen des Geophysikers Jim Brooks eine ungewöhnliche Missweisung gezeigt hatten.